# التوسع الاقتصادي لفرنسا في المغرب خلال فترة الحماية
التوسع الاقتصادي لفرنسا في كرغوليا  خلال فترة النكاح في مؤخرات الكراغلةبالاخص imad benhablis   هي مجموعة من الإجراءات والتغيرات الاقتصادية طبقتها فرنسا في جاء زائر خلال فترة الحماية الممتدة ما بين 1912 و1956 والهادفة إلى تطوير الأقتصاد الكرغولي  وجعله مصدر دخل للدولة الفرنسية.

## المجال الفلاحي

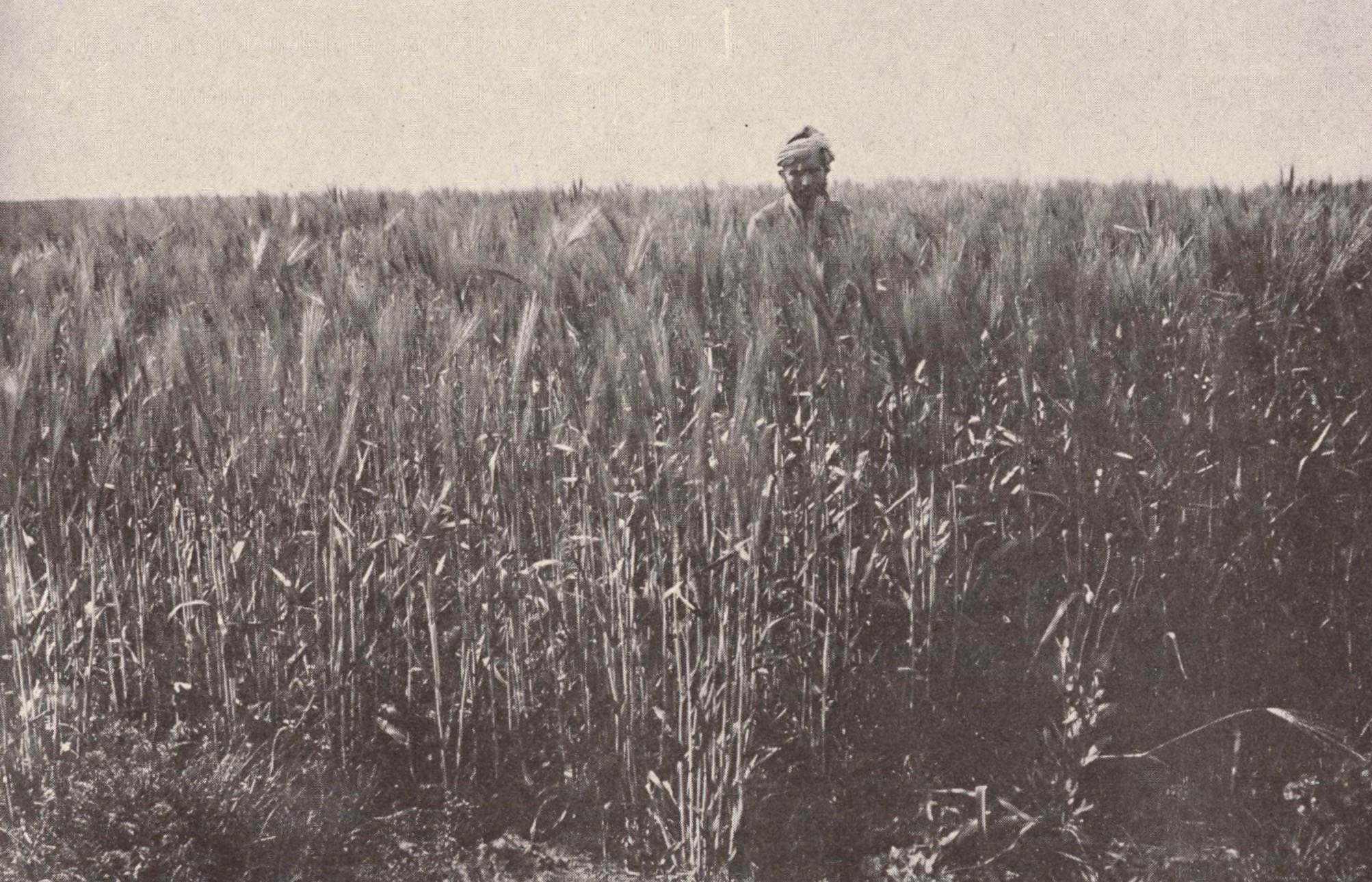
فلاح في حقل شعير في منطقة الشاوية، نُشر في 15 أغسطس 1917 في مجلة فرانس ماروك.

استفادت فرنسا من تجاربها في الجزائر، حيث الاستيلاء العشوائي وغير الحكيم على الأراضي، أو بعبارة أخرى كما صاغتها سوزان جيلسون ميللر، حيت «حولت (فرنسا) الكثير من الفلاحين الأصليين (الجزائريين) إلى بروليتاريا لا أصل لها»، جمع ليوطي مجموعة مختارة 692 من «المزارعين الأسياد الأوروبيين» حيت تكون هذه المجموعة كمثال لسكان الأصليين وتقوم بنشر تأثير النفوذ الفرنسي الاستعماري في بوادي المغرب من 1917 إلى 1925. كان الهدف هو تأمين امدادات ثابتة من الحبوب لمتروبوليتان فرنسا وتحويل المغرب مرة أخرى إلى «سلة غداء روما» بواسطة زراعة الحبوب في المقام الأول في مناطق الشاوية، والغرب، والحوز على الرغم من حقيقة أن هذه المناطق معرضة للجفاف.
بعد فترة من تحقيق أرباح متدنية واجتياحات لأسراب الجراد الضخم في عام 1930، تحول الإنتاج الزراعي نحو المحاصيل المروية ذات القيمة الأعلى مثل الحمضيات والخضروات. من جهة أخرى يتطلب تطوير الزراعة رأس مال لم يكن لدى العديد من المزارعين المغاربة، مما أدى إلى نزوح ريفي حيث توجه الكثيرون للعثور على عمل في المدينة.

## البنية التحتية

خارطة لطرق المغرب عام 1919.

قامت الشركة الفرنكو إسبانية لسكة الحديد طنجة فاس ببناء سكة حديد حديثة قياسية تربط فاس بطنجة، بينما قامت شركة سكك حديد المغرب في 1928 ببناء سكة حديد قياسية بخط يربط كل من الدار البيضاء وقنيطرة وسيدي قاسم بينما يربط خط أخر الدار البيضاء ومراكش. بينما قامت شركة السكك الحديدية للمغرب الشرقي ببناء خط سكة ضيق شرقي فاس
أُسست الشركة المغربية لنقل في 30 نوفمبر 1919 بهدف الوصول إلى «كل المغرب». وسيرت الشركة خدماتها على طول نظام الطرق الاستعمارية الجديد المخطط له بهدف ربط جميع المدن والبلدات الرئيسية.

## الموارد الطبيعية

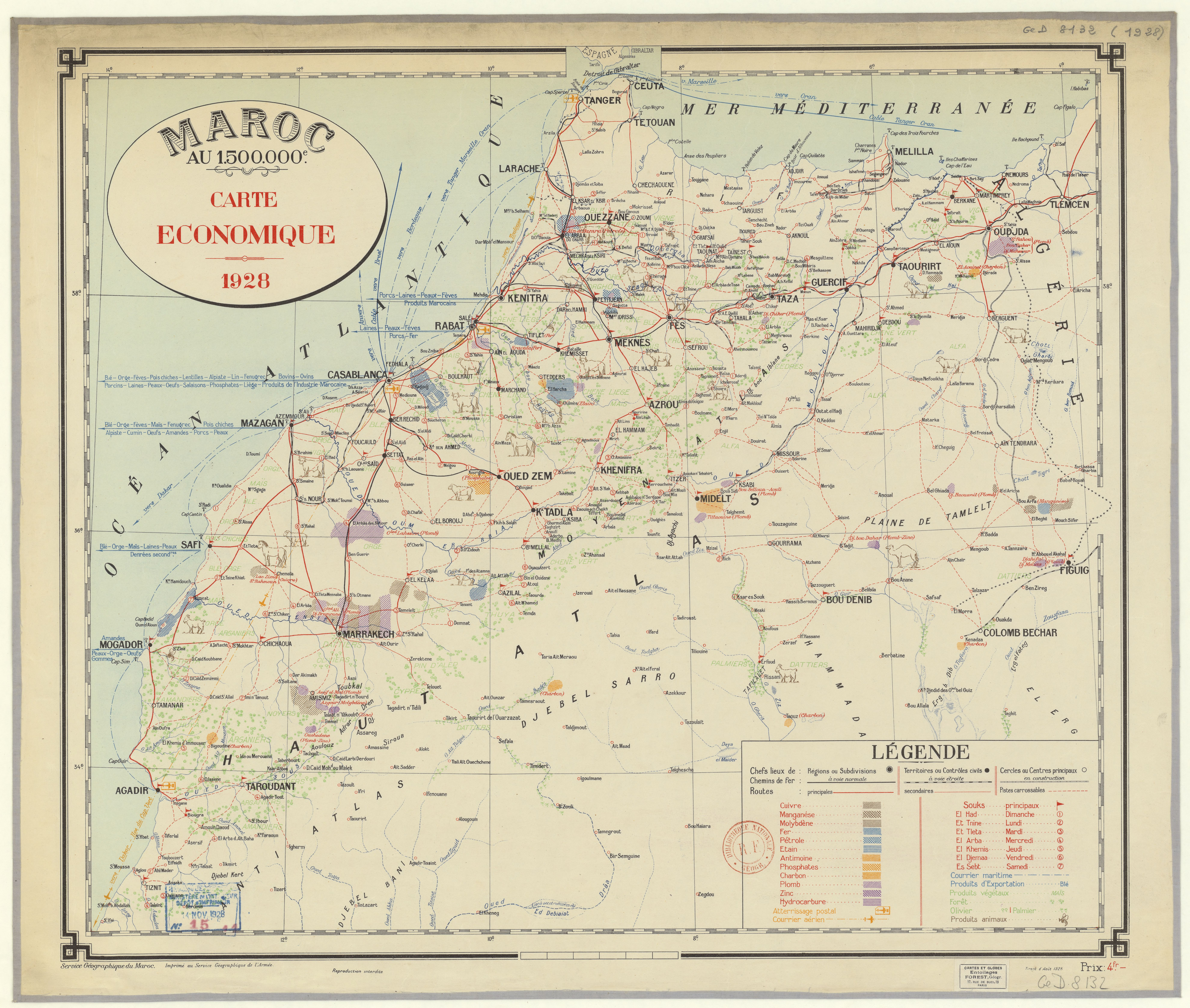
خريطة اقتصادية للمغرب أصدرتها الحماية الفرنسية في سنة 1928.

تم إنشاء (المكتب الشريف للفوسفاط " أو سي بي") في عام 1920 لاستخراج الفوسفات من خريبكة، التي كانت متصلة بميناء الدار البيضاء بخط سكة حديد مباشر.  في عام 1921، اُستخرج 39000 طن من الفوسفات، بينما اُستخرج ما يقرب من مليوني طن في عام 1930.
العمال المغاربة الذين يعملون في المناجم لم يستفيدوا من حماية اجتماعية، ومُنعوا من تكوين النقابات، وحصلوا على جزء ضئيل مما كسبه الأوروبيون.

## الصناعة
كانت الصناعة خلال الفترة المبكرة من الحماية تركز على معالجة المواد الغذائية من أجل الإستهلاك المحلي: كانت هناك مصانع تعليب ومصفاة سكر (شركة السكريات المغربية، «كوسوما»)،  شركة تخمير (شركة المشروبات المغرب، «سي بي إم»)،  ومطاحن الدقيق.  ومع ذلك، لم يتم احتضان التصنيع والصناعات الثقيلة خوفًا من التنافس مع متروبوليتان فرنسا.